# Přístupový bod služby
Přístupový bod služby (anglicky Service Access Point, SAP) je identifikující návěští pro síťové koncové body v referenčním modelu OSI. Je to konceptuální místo, ve kterém může jedna vrstva modelu OSI žádat o služby druhé vrstvy. Příkladem může být PD-SAP nebo PLME-SAP v IEEE 802.15.4, kde vrstva Media Access Control (MAC) požaduje služby od fyzické vrstvy. SAP se používají také v protokolech linkové vrstvy pro lokální sítě používajících standard IEEE 802.2 Logical Link Control, jako je Ethernet nebo Token ring.
Při použití síťové vrstvy OSI (CONS nebo CLNS), je základním prvkem vytvářejícím adresu síťového prvku NSAP adresa, která se podobá konceptu IP adresy. Protokoly aplikační vrstvy OSI a Asynchronous Transfer Mode (ATM) mohou používat transportní (TSAP), relační (SSAP) nebo prezentační (PSAP) přístupové body služby pro zadání cílové adresy spojení. Tyto SAP se skládají ze síťové adresy (NSAP) a volitelného transportního, relačního nebo prezentačního selektoru, který na libovolné z uvedených vrstev rozlišuje, jaká služba příslušné vrstvy má být poskytnuta. Proto lze TSAP, SSAP nebo PSAP chápat jako rozšíření NSAP.

## Komunikační primitiva

Model komunikace s komunikačními primitivy

Při popisu komunikace je důležité správně rozlišovat jednotlivé druhy komunikačních primitiv podle obrázku.
- Požadavek, žádost (anglicky Request) – vyšší vrstva (uživatel služby, anglicky Service User) požaduje od nižší vrstvy (poskytovatel služby, anglicky Service Provider) určitou službu
- Indikace, oznámení (anglicky Indication) – nižší vrstva oznamuje příchod požadavku vyšší vrstvě
- Odpověď (anglicky Response) – vyšší vrstva zasílá odpověď nižší vrstvě
- Potvrzení (anglicky Confirm) – nižší vrstva potvrzuje vyšší vrstvě provedení požadavku

Ne všechny operace používají všechna čtyři primitiva; příkladem operace, která všechny čtyři druhy primitiv používá, je otevření spojení u spojovaných služeb; následná operace přenosu dat může používat pouze požadavek a indikaci. Při přenosu dat pomocí potvrzované nespojované služby budou použita všechna čtyři primitiva.